# Kate Dennisonová
Kate Rooneyová, rozená Dennisonová (* 7. května 1984, Durban, Jihoafrická republika) je bývalá britská atletka, která se věnovala skoku o tyči. Je držitelkou britských rekordů.
V roce 2001 získala bronzovou medaili na evropském olympijském festivalu mládeže ve španělské Murcii. O rok později skončila sedmá na juniorském mistrovství světa v Kingstonu. Reprezentovala na letních olympijských hrách v Pekingu, kde neprošla sítem kvalifikace.
V roce 2009 se umístila na halovém ME v Turíně na šestém místě. V témže roce vyhrála dva atletické mítinky na území Česka. 8. června 2009 zvítězila v novém osobním a národním rekordu 451 cm na pražské Julisce v rámci Memoriálu Josefa Odložila. O dva dny později zvítězila i na exhibičním mítinku Pražská tyčka, která se koná v dolní částí Václavského náměstí. Na Mistrovství světa v atletice 2009 v Berlíně obsadila ve finále šesté místo.
V roce 2010 neprošla sítem kvalifikace na halovém MS v katarském Dauhá. Na ME v atletice v Barceloně vybojovala výkonem 455 cm šesté místo.
Pochází ze sportovně založené rodiny. Když ji byly čtyři roky, její rodina se z Jihoafrické republiky přestěhovala do britského Alsageru. Začínala s gymnastikou a přes ní se dostala k atletice. Vystudovala psychologii na univerzitě ve Staffordshire. V současné době studuje na univerzitě v Loughborough.

## Osobní rekordy
- hala - (460 cm - 20. února 2010, Birmingham)
- venku - (460 cm - 15. září 2009, Štětín)